# AdBlock
 (janvier 2023).
Ne doit pas être confondu avec Adblock Plus.
AdBlock est une extension de navigateur bloquant les publicités pour Google Chrome, Apple Safari (bureau et mobile), Firefox, Opera et Microsoft Edge. AdBlock permet aux utilisateurs d'empêcher l'affichage d'éléments de page, tels que des publicités. Il est gratuit à télécharger et à utiliser, et il inclut des dons facultatifs aux développeurs. L'extension AdBlock a été créée le 8 décembre 2009, jour où la prise en charge des extensions a été ajoutée à Google Chrome. C'était l'une des premières extensions de Google Chrome.
Depuis 2016, AdBlock est basé sur le code source d'Adblock Plus. 
En juillet 2018, AdBlock a acquis uBlock, un bloqueur de publicités commercial appartenant à uBlock LLC et basé sur uBlock Origin. 
En avril 2021, eyeo GmbH (développeur d'Adblock Plus) a annoncé le rachat d'AdBlock, Inc (anciennement BetaFish, Inc).

## Financement participatif
Gundlach a lancé une campagne de financement participatif sur Crowdtilt en août 2013 afin de financer une campagne publicitaire de sensibilisation au blocage des publicités et de louer un panneau d'affichage à Times Square.  Après la campagne d'un mois, il a recueilli 55 000 $. 

## Ventes et publicités acceptables
AdBlock a été vendu à un acheteur anonyme en 2015 et le 15 octobre 2015, le nom de Gundlach a été retiré du site. Selon les termes de l'accord, le développeur original Michael Gundlach a laissé les opérations au directeur permanent d'Adblock, Gabriel Cubbage, et à partir du 2 octobre 2015, AdBlock a commencé à participer au programme Acceptable Ads. Acceptable Ads identifie les publicités « non gênantes », qu'AdBlock affiche par défaut. L'intention est d'autoriser la publicité non invasive, soit pour maintenir la prise en charge des sites Web qui dépendent de la publicité comme principale source de revenus, soit pour les sites Web qui ont un accord avec le programme.

## Filtres
AdBlock utilise la même syntaxe de filtre qu'Adblock Plus pour Firefox et prend en charge nativement les abonnements aux filtres Adblock Plus. Les abonnements aux filtres peuvent être ajoutés à partir d'une liste de recommandations dans l'onglet « Listes de filtres » de la page d'options d'AdBlock, ou en cliquant sur un lien d'abonnement automatique Adblock Plus.

## Partenariat avec Amnesty International
Le 12 mars 2016, à l'appui de la Journée mondiale contre la cybercensure et en partenariat avec Amnesty International, au lieu de bloquer les publicités, AdBlock a remplacé les publicités par des bannières liées à des articles sur le site Web d'Amnesty, écrit par d'éminents défenseurs de la liberté d'expression tels qu'Edward Snowden, pour sensibiliser à la censure en ligne imposée par le gouvernement et aux problèmes de confidentialité numérique dans le monde.
La campagne a été accueillie à la fois par des éloges et des critiques, le PDG d'AdBlock, Gabriel Cubbage, défendant la décision dans un essai sur le site Web d'AdBlock, en disant : « Nous vous montrons des bannières d'Amnesty, juste pour aujourd'hui, parce que nous pensons que les utilisateurs devraient faire partie du conversation sur la vie privée en ligne. Demain, ces espaces seront à nouveau vacants. Mais prenez un moment pour considérer que dans un monde de plus en plus axé sur l'information, lorsque votre droit à la vie privée numérique est menacé, votre droit à la liberté d'expression l'est tout autant. Pendant ce temps, Simon Sharwood de The Register a caractérisé la position de Cubbage comme »« Vous devriez contrôler votre ordinateur sauf quand nous nous sentons politiques », dit le PDG d'AdBlock ». 

## AdBlock pour Firefox
Le 13 septembre 2014,  l'équipe AdBlock a publié une version pour les utilisateurs de Firefox, portée à partir du code de Google Chrome, publiée sous la même licence de logiciel libre que l'Adblock original.  L'extension a été supprimée le 2 avril 2015 par un administrateur sur Mozilla Add-ons . 
L'article de la base de connaissances du site officiel du 7 décembre 2015 indique qu'avec la version 44 ou supérieure de Firefox desktop et de Firefox Mobile , AdBlock ne sera pas pris en charge.  La dernière version d'Adblock pour ces plates-formes fonctionnera sur les anciennes versions de Firefox. 
AdBlock a de nouveau été publié sur les modules complémentaires de Mozilla le 17 novembre 2016. 

## CatBlock
Le 1er avril 2012, le développeur d'Adblock, Michael Gundlach, a modifié le code pour afficher les LOLcats au lieu de simplement bloquer les publicités. Initialement développé comme une blague de poisson d'avril de courte durée , la réponse a été si positive que CatBlock a continué à être proposé en tant que module complémentaire facultatif pris en charge par un abonnement mensuel. 
Le 23 octobre 2014, le développeur a décidé de mettre fin au support officiel de CatBlock et l'a rendu open source, sous licence GPLv3 , en tant qu'extension d'origine.